# Rhachistia histrio
Rhachistia histrio är en snäckart som först beskrevs av Ludwig Pfeiffer 1855.  Rhachistia histrio ingår i släktet Rhachistia och familjen Cerastuidae. Inga underarter finns listade i Catalogue of Life.